# Primkörper
Der Primkörper ist ein Begriff aus dem mathematischen Teilgebiet Algebra mit zwei unterschiedlichen Bedeutungen. Zum einen wird der kleinste Teilkörper eines Körpers als dessen Primkörper bezeichnet, zum anderen wird der Begriff für endliche Körper mit {\displaystyle p} Elementen verwendet, wobei {\displaystyle p} eine Primzahl ist. Beide Definitionen sind eng verwandt, da der Primkörper eines Körpers mit Primzahlcharakteristik ein Primkörper gemäß der zweiten Definition ist.

## Isomorphietyp der Primkörper
Die Charakteristik eines Körpers legt den Isomorphietyp seines Primkörpers fest. Da ein Körper immer ein Integritätsring ist, kann seine Charakteristik nur 0 oder eine Primzahl sein. Ist die Charakteristik 0, so ist der Primkörper isomorph zum Körper {\displaystyle \mathbb {Q} } der rationalen Zahlen. Dies impliziert, dass Körper, deren Charakteristik 0 ist, immer unendlich sind, schließlich enthalten sie immer {\displaystyle \mathbb {Q} }. Ist sie hingegen eine Primzahl {\displaystyle p}, so ist der Primkörper isomorph zum Restklassenkörper {\displaystyle \mathbb {F} _{p}}. Hieraus lässt sich aber nicht folgern, dass Körper mit Primzahlcharakteristik immer endlich sind. Auch unendliche Körper können endliche Primkörper besitzen. Ein Beispiel hierfür ist der algebraische Abschluss {\displaystyle {\overline {\mathbb {F} _{p}}}} von {\displaystyle \mathbb {F} _{p}} oder der Körper {\displaystyle \mathbb {F} _{p}(X)} der rationalen Funktionen über {\displaystyle \mathbb {F} _{p}}.

## Weitere Eigenschaften von Primkörpern
- Der Primkörper ist der Durchschnitt aller Teilkörper eines Körpers.
- Jeder Körper ist Oberkörper seines Primkörpers.
- Es lässt sich zeigen, dass die Ordnung jedes endlichen Körpers eine Potenz der Ordnung seines Primkörpers ist.
- Alle Primkörper sind starr, d. h., sie besitzen nur den trivialen Automorphismus. Der Primkörper eines beliebigen Körpers kann also auf eindeutige Weise mit einem der oben genannten Körper identifiziert werden.